# Kosorín
Kosorín és un poble i municipi d'Eslovàquia. Es troba a la regió de Banská Bystrica.

## Història
La primera menció escrita de la vila es remunta al 1487.

## Demografia
| Godina             | 1994 | 2004   | 2014   | 2024   |
| ------------------ | ---- | ------ | ------ | ------ |
| Nombre de persones | 408  | 409    | 425    | 439    |
| Diferència         |      | +0,24% | +3,91% | +3,29% |

| Godina             | 2023 | 2024   |
| ------------------ | ---- | ------ |
| Nombre de persones | 454  | 439    |
| Diferència         |      | −3,30% |